# Cassa di Risparmio di Savona
La Cassa di Risparmio di Savona, chiamata anche Carisa, nacque nel 1479 dal Monte di Pietà ed è stata la più antica cassa di risparmio della Liguria. Dal 23 novembre 2015 è un marchio di Banca Carige. 
Con l'acquisizione di Banca Carige ad opera di BPER Banca il 15 febbraio 2022, il marchio savonese cesserà definitivamente di esistere il successivo 28 novembre.

## Organizzazione
Attivamente coinvolta nelle attività locali, ha sviluppato la propria rete principalmente nella città di Savona e nella provincia. Ambita da Banca Carige e Banca Toscana, dopo una lunga contesa è entrata a far parte del Gruppo Banca Carige nell'anno 2000.
Ad agosto 2008 contava 50 filiali, di cui 45 in Savona e provincia, una nella città di Imperia e 4 nel basso Piemonte.
Con più di centomila clienti, è stato il motore dell'economia savonese sostenendo turismo, artigianato, commercio, industria e agricoltura.
È inoltre stata per decenni lo sponsor delle principali squadre della città sia nel calcio con il Savona Fbc che nella pallanuoto con la Rari Nantes Savona.

## Storia
Nel 1479 venne fondato il monte di pietà di Savona.
La cassa di risparmio venne istituita per iniziativa del vescovo Agostino Maria De Mari nel 1840 e la sua creazione testimonia l'impegno morale messo in atto da parte dei ceti dirigenti, religiosi e non, per contrastare la diffusa povertà del periodo di profonda stagnazione successivo alle due guerre napoleoniche.
L'avvio delle attività di Carisa inizialmente fu piuttosto lento e per almeno un secolo la banca si sviluppò gradualmente e nel solo territorio cittadino.
Con gli anni trenta del Novecento e la trasformazione di Savona in polo industriale, anche la banca iniziò il suo sviluppo rafforzando il radicamento in città ed espandendosi in provincia con l'apertura di nuovi sportelli in Valle Bormida e nella Riviera di Ponente. Nel 1928 fu aperta la filiale di Altare, nel 1932 quelle di Vado Ligure e Cairo Montenotte, nel 1936 quella di Savona Porto, nel 1942 quella di Millesimo e nel 1945 quella di Ceriale. L'espansione sul territorio è poi proseguita anche nei decenni successivi.
Nel 1991 è infine avvenuta la divisione fra la società per azioni e la fondazione Agostino De Mari mentre nel 2000 Carisa è entrata a far parte del Gruppo Carige che ne ha rilevato il 95% delle quote.
Il 23 novembre 2015 la banca è stata fusa per incorporazione nella capogruppo Banca Carige, che ha così acquisito tutte le sue filiali. Savona è diventata così la Direzione dell'Area Commerciale Savona Imperia di Banca Carige, insediata in corso Italia 10 presso l'ex sede della banca, che coordina tutte le 45 ex filiali Carisa e le 37 della Carige delle province di Savona ed Imperia.
Dopo l'acquisizione da parte di BPER Banca della capogruppo Carige il 15 febbraio 2022, il marchio Cassa di Risparmio di Savona, cesserà di esistere definitivamente il 28 novembre successivo. Le filiali sono passate in parte a BPER Banca, altre sono state cedute a Banco di Desio dopo accordi tra aziende e sindacati per evitarne la chiusura.